# Мост (Архангельская область)
Мост — опустевший поселок в Плесецком районе Архангельской области.

## География
Находится в западной части Архангельской области на расстоянии приблизительно 74 км на юг-юго-запад по прямой от административного центра района поселка Плесецк на берегах речки Лельма.

## История
Населенный пункт существовал с 1953 года как леспромхозовский поселок. После закрытия леспромхоза жители разъехались, к 1993 году поселок опустел. До 2021 года входил в Конёвское сельское поселение до его упразднения.

## Население
Численность населения не была учтена как в 2002 году, так и в 2010.